# تحلل الغليكوجين

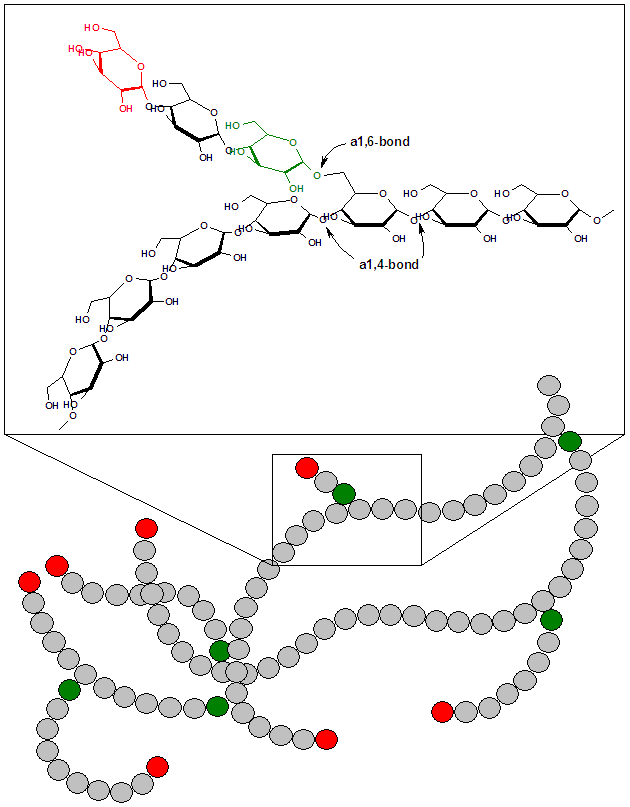
غلايكوجين

تحلل الغلايكوجين هو سلاسل معقدة من الجلوكوز تختزن في الكبد والعضلات بالنسبة للإنسان وفي الاوراق بالنسبة للنبات على شكل نشا. يتم تحليل هذه المادة عندما يصبح الجسم بحاجة إلى الجلوكوز اللازم للاحتراق وإنتاج الطاقة اللازمة للقيام بأنشطة حيوية. تتم عملية تحليل الغلايكوجين من قبل الغلوكاغون الذي يفرزه البنكرياس ليقوم بتحطيم سلاسل الغلايكوجين. تتفكك جزيئات الغلايكوجين إلى جلوكوز يكتسب بواسطها الجسم الطاقة. بصفة أساسية يعتمد الدماغ والكليتان على الجلوكوز لمدهم بالطاقة، وكذلك تحتاجه كرات الدم الحمراء، أما بقية خلايا الجسم فيمكنها في حالة عدم توفر الجلوكوز استغلال أجسام كيتونية (تأتيها من تحلل الدهون) لإمدادها بالطاقة.

## اقرأ أيضا
- تكون الغليكوجين

- تحلل الجلوكوز